# Sloveni
Sloveni, Slověni ali Sklavini (grško: Σκλάβήνοι [Sklábēnoi],  Σκλαύηνοι [Sklaúenoi] ali Σκλάβίνοι [Sklabinoi], latinsko: Sclaueni, Sclavi, Sclauini ali Sthlaueni) je bilo splošno bizantinsko ime vseh slovanskih ljudstev, ki so prihajala v stik z Bizantinskim cesarstvom. Sloveni so bili jedro, iz katerega so se kasneje razvili Južni Slovani.
Bizantinci so številna slovanska plemena, ki so živela v njihovem sosedstvu, v grobem delili v dve skupini: Slovene in Ante. Izgleda, da so Sloveni živeli ob srednji Donavi (zahodni Balkan), Anti pa v Mali Skitiji (latinsko: Scythia Minor) ob spodnji Donavi. Prokopij omenja Slovene kot ljudstvo, ki je skupaj z Anti napadalo Bizantinsko cesarstvo. Slovane v severni in srednji Evropi so prištevali k Vendom. 
Sklavinija (grško: Σκλαβινίαι [Sklaviniai], latinsko: Sclaviniæ) je bilo grško ime slovenskih naselij in slovenskega ozemlja, ki je bilo prvotno neodvisno. Konstantin VII. Porfirogenet v svojem delu De administrando imperio omenja Sklavinije Srbijo, v katero je takrat spadala tudi Bosna, Hrvaško, Travunijo (južna Dalmacija in del Hercegovine), Zahumje (ozemlje med Neretvo in Dubrovnikom), Paganijo (Dalmacija zahodno od Neretve) in Dukljo (okolica Podgorice današnji v Črni gori). Na ozemlju bizantinskih Sklavinij danes živijo:
- Bolgari, ki so po vojnah z Bizantinci ustanovili svojo državo. Bolgarija je bila že leta 681 z bolgarsko-bizantinsko mirovno pogodbo priznana kot suverena država. Bolgari so se kasneje zlili z Južnimi Slovani na vzhodnem in južnem Balkanu, tako da so nastali sodobni Bolgari.
- Srbi, ki so bili najprej bizantinski zavezniki (hypekooi), potem pa so se osamosvojili.

Po letu 800 se je ime Sklaveni uporabljalo tudi za slovanske mobilne vojaške koloniste, ki so se kot bizantinski zavezniki naselili na ozemlju Bizantinskega cesarstva, predvsem na Peloponezu, v Mali Aziji in Italiji. Bizantinci so s Sklaveni naslavljali tudi avarsko vojaško elito, predvsem tisto, ki je bila pod frankovsko ali bizantinsko nadoblastjo na Moravskem in v Panoniji.

## Sloveni
Sloveni so leta 545 izropali Trakijo.
Prvi slovenski poglavar, ki ga z imenom omenja bizantinski zgodovinar Menander Protektor, je bil Dobreta (grško: Δαυρέντιος [Daurentios] ali Δαυρίτας [Dauritas]) (577–579).  Menander poroča, da so odposlanci avarskega kagana Bajana I., ki je vedel, da so Sloveni s stalnim ropanjem bizantinskih provinc na Balkanu nagrabili veliko bogastva, od Dobrete zahtevali, da prizna avarsko nadoblast in jim začne plačevati davek. Dobreta jim je baje odgovoril, da "nihče ne bo osvojil njegovega ozemlja, pač pa bo on, tako kot vedno, osvojil njihovo" in dal pobiti odposlance. Bajan je zatem leta 578 s pomočjo Bizantincev napadel Dobreto in požgal mnogo naselij, slovenskih pohodov globoko na bizantinsko ozemlje pa ni ustavil.
Leta 577 je kakšnih 100.000 Slovenov vdrlo v Trakijo in Ilirik, oplenilo mesta in se tam naselilo. V 580. letih so se slovenske skupnosti ob Donavi povečale in postale bolj organizirane. Roparski pohodi so zaradi pritiska Avarov postali še obsežnejši in so povzročili njihovo stalno naselitev. Leta 586 je približno 100.000 Slovenov napadlo Solun. Sloveni so se že od leta 581 naseljevali v okolici Soluna in ustanovili Makedonsko Sklavinijo (Sclavenias penes Macedoniam), samega mesta pa nikoli niso zavzeli. Ivan Efeški leta 581 o tem piše: "Prekleto slovensko ljudstvo je napadlo in izropalo celo Grčijo, okolico Soluna in Trakijo, zasedlo mnogo mest in gradov, pustošilo, požigalo, ropalo in osvojilo celo deželo". Ivan je pri opisu slovenskih vdorov močno pretiraval, ker je večino VI. knjige ali celo ves III. del svoje Zgodovine napisal v ječi, v kateri je bil od leta 571 do 579 zaradi monofizitizma. Na Slovene je gledal kot na orodje, s katerim je Bog kaznoval njegove preganjalce. Leta 586 so Sloveni uspeli priti vse do zahodnega Peloponeza, Atike in Epirja in pustili nedotaknjen samo vzhodni del Peloponeza, ki je gorat in nedostopen. 
Zadnji poskus, da bi Bizantinsko cesarstvo ponovno vzpostavilo severno mejo na Donavi, je trajal od leta 591 do 605, ko je cesarju Mavriciju po končanih vojnah s Perzijo uspelo premestiti vojsko na sever cesarstva. Mavricija so leta 602 v državnem udaru odstavili in donavski limes je v naslednjih desetih do petnajstih letih popolnoma razpadel.  

### Podjarmljenje Slovenov
Cesar Konstans II. je leta 656-657 zasedel Sklavinijo in "mnogo Slovenov ujel in podjarmil".
Leta 785 je Konstantin VI. osvojil tudi Makedonsko Sklavinijo

## Nastanek južnoslovanskih narodov

### Bolgari
Prvo samostojno državo so skupaj s Sloveni ustanovili Bolgari. Prvo bolgarsko cesarstvo ali Bolgarski kanat so Bizantinci priznali leta 681. Država se je zatem širila proti jugu in zahodu in do sredine 9. stoletja priključila večino s Sloveni naseljene Makedonije in Trakije. V 9. in 10. stoletju je s pokristjanjenjem Bolgarije in uvedbo stare cerkvene slovanščine (stare bolgarščine) kot uradnega jezika po Preslavskem narodnem zboru leta 893, nastal sodoben bolgarski narod. Po priznanju bolgarskih vladarjev kot cesarjev (carjev), priznanju Bolgarskega patriarhata in uvedbi cirilice na bolgarskih akademijah v Preslavu in Ohridu je Bolgarija postala kulturno središče pravoslavnega slovanskega sveta.

### Srbi
Srbom je ozemlje na Balkanu podelil cesar Heraklij (610-641). Na začetku niso imeli  močne centralne administracije ampak župe, ki so bile organizirane na teritorialni oziroma plemenski osnovi pod bizantinsko oblastjo. Župe so kasneje postale del srbskih kneževin, katerim so vladali knezi.
Srednjeveška Kneževina Srbija (768–1217) je obsegala Raško, ki je bila pod neposredno knezovo oblastjo, Bosno, Dukljo, Travunijo, Paganijo in Zahumje.

### Drugi
Makedonske Slovene, Braničevce, Moravce, Timočane in Draguvite so absorbirali Bolgari in Srbi. 
Ezeritaji in Melingoji, ki so živeli na Peloponezu in v južni Grčiji, so izginili.